# Laboissière-en-Thelle
Laboissière-en-Thelle – miejscowość i gmina we Francji, w regionie Hauts-de-France, w departamencie Oise.
Według danych na rok 1990 gminę zamieszkiwały 1103 osoby, a gęstość zaludnienia wynosiła 114 osób/km² (wśród 2293 gmin Pikardii Laboissière-en-Thelle plasuje się na 260. miejscu pod względem liczby ludności, natomiast pod względem powierzchni na miejscu 476.).